# Тизи, Бенвенуто
Бенвенуто Тизи по прозванию Гаро́фало, или Гаро́фоло (итал. Benvenuto Tisi da Garofalo; 1481, Гарофало, или Феррара — 6 сентября 1559 Феррара) — итальянский живописец позднего Возрождения феррарской школы. Прозвание «Гарофало» происходит от названия городка Гарофало, или Гарофоло (ныне Канаро в провинции Ровиго, Венето), где художник, возможно, родился, и сам он иногда подписывал свои картины изобразительной монограммой: небольшим рисунком гвоздики (итал. garofano — гвоздика). В картине «Благовещение» художник изобразил вазочку с тремя гвоздиками на переднем плане

## Биография
С 1491 года Гарофало состоял в Ферраре в обучении у Доменико Панетти, а в 1495 году отправился в путешествия, которые привели его в Кремону (Ломбардия), где он работал под руководством своего дяди по материнской линии Никколо Сориано и в мастерской Боккаччио Боккаччини. В январе 1499 года он покинул своего учителя и отправился в Рим вместе с флорентийцем Джованни Бальдини. В 1501 году он переехал в Болонью, где ещё два года работал в мастерской Лоренцо Косты Старшего, потом, в 1504 году вернулся в Феррару. В 1506 году он отправился в Мантую.
Между 1503 и 1506 годами он расписал потолок Сокровищницы в Палаццо Костабили в Ферраре, вдохновленный росписями «Камеры дельи Спози» Мантеньи, а затем, около 1517 года вернулся к фрескам этой комнаты с изображениями мифа об Эросе и Антэросе.
В 1508 году он, возможно, был в Венеции. В 1512 году Бенвенуто Тизи совершил вторую поездку в Рим по приглашению своего соотечественника Джироламо Сакрати ко двору папы Юлия II, где встретился с Рафаэлем. Эта встреча повлияла на его ломбардский, который под влиянием рафаэлеска Джулио Романо стал более классицистическим.
Около 1512 года он снова вернулся в Феррару, где работал вместе с Доссо Досси по заказам герцога Альфонсо I д'Эсте, обогатив своими работами большинство церквей Феррары. Между 1529 и 1530 годами он женился на Катерине Скоперти. В 1531 году он потерял зрение на правый глаз. Опасаясь полностью ослепнуть, он дал обет, безвозмездно трудиться, включая праздничные дни, над фресками и картинами для Феррарского монастыря бернардинок. После чего проработал ещё около двадцати лет, пока окончательно не потерял зрение в 1550 году. Его фрески не сохранились.
Бенвенуто Тизи умер в 1559 году и был похоронен в феррарской базилике Санта-Мария-ин-Вадо в гробнице, построенной несколько лет назад рядом с гробницей его ранее умершей жены. В 1829 году его останки были перенесены на кладбище Чертоза-ди-Феррара, где в 1841 году ему был посвящен памятник в «Келье прославленных людей» работы скульптора Анджело Конти.
В 1868 году в Ферраре в его честь было основано Общество Бенвенуто Тизи да Гарофало (la Società Benvenuto Tisi da Garofalo). Большой бронзовый бюст художника был создан Джино Колоньези для предполагаемого места рождения в Канаро, затем уменьшён и перенесен в Ровиго.
Известным учеником Гарофало был Джироламо да Карпи.

## Творчество
В 1533 году Гарофало написал «Мадонну на троне с Младенцем между музицирующими ангелами и святыми Иоанном Крестителем, Контардо д’Эсте и Лючией». Это большой алтарный образ, датированный и подписанный, вероятно, происходящий из церкви Сант-Агостино в Модене и ныне хранящийся в галерее Эстензе. Присутствие на картине святого Контардо, единственного канонизированного члена Эсте, могло бы свидетельствовать, что алтарь был заказан герцогской семьей.
Около 1530 года художник также работал над двумя фресками для церкви Святого Петра, которые позже были перенесены в атриум собора. По рисункам Гарофало в Ферраре и Фаэнце расписывали изделия знаменитой итальянской майолики.
Несмотря на влияния Рафаэля и его школы искусство Бенвенуто Тизи полностью принадлежит кватрочентистской традиции феррарской школы с педантичным и даже несколько мелочным перечислением всех деталей изображения.
А. Н. Бенуа довольно жёстко назвал произведения Гарофало в собрании Картинной галереи санкт-петербургского Эрмитажа «скучным шаблоном», в который превратилась «здоровая жизнерадостность Рафаэля» и далее пояснял:

 Насыщенный колорит, свойственный всей феррарской школе, отсутствует у него, а композиции его, складные и уравновешенные, страдают схематичностью. Лица его ничего не выражают. Более приятен Гарофало в мелких картинах, например, «Положение во гроб» или «Святое семейство», и совершенно неудачны его большие картины, в которых слишком отчётливо видна трудность, с которой ему удавалось заполнение пространства 

## Картины Гарофало в России
В России картины Гарофало стали известны с 1720 года, когда Пётр Беклемишев (дипломатический представитель Петра I в Италии) преподнёс картину «Положение во гроб» Петру I как работу «славного и древняго аутро именованного Рафаэль Д`Урбино».
В 1792 году восемь картин «Феррарского Рафаэля» обедневший монастырь продал папе Пию VI. Спустя полвека половину из них приобрёл российский император Николай I. Для Картинной галереи Эрмитажа были приобретены четыре картины Гарофало: «Брак в Кане Галилейской»; «Аллегория Ветхого и Нового Заветов», «Несение креста» и «Чудо с хлебами и рыбами». Последняя, в 1931 году, была передана во вновь организованный Дальневосточный художественный музей Хабаровска.
- Благовещение. 1528. Холст, масло. Капитолийские музеи, Рим
- Мадонна с Младенцем, архангелом Михаилом и Иосифом. Между 1530 и 1532. Дерево, масло. Галерея Боргезе, Рим
- Спящий младенец Иисус. Между 1525 и 1575. Дерево, масло. Лувр, Париж
- Положение во гроб. 1520-е. Холст, масло (переведена с дерева). Государственный Эрмитаж, Санкт-Петербург
- Несение креста. Между 1528 и 1531. Холст, масло. Государственный Эрмитаж, Санкт-Петербург
- Брак в Кане Галилейской. 1531. Холст, масло. Государственный Эрмитаж, Санкт-Петербург
- Аллегория Ветхого и Нового завета. Между 1528 и 1531. Холст, масло. Государственный Эрмитаж, Санкт-Петербург
- Noli me tangere (Не прикасайся ко Мне). Между 1525 и 1530. Холст, масло. Музей истории искусств, Вена